# Катарина фон Брауншвайг-Люнебург
Катарина от Брауншвайг-Люнебург (на немски: Katharina von Braunschweig-Lüneburg, * 1395, † 28 декември 1442 в Грима) от род Велфи е съпруга на курфюрст Фридрих I от Саксония и курфюрстиня на Саксония (1425–1428).
Тя е дъщеря на Хайнрих I, херцог на Брауншвайг-Люнебург († 1416), и първата му съпруга София († 1406), дъщеря на херцог Вратислав VI от Померания († 1394).
Катарина се омъжва на 7 години на 8 май 1402 г. за курфюрст Фридрих I от Саксония (1370–1428), маркграф на Майсен и курфюрст на Саксония от род Ветини. Те имат след десет години децата:
- Фридрих II Кроткия (1412–1464), курфюрст на Саксония
- Зигисмунд (1416–1471), епископ на Вюрцбург
- Анна (1420–1462), ∞ за ландграф Лудвиг I от Хессен (1402–1458)
- Катарина (1421–1476), ∞ за курфюрст Фридрих II от Бранденбург (1413–1471)
- Хайнрих (1422–1435)
- Вилхелм III Смели (1425–1482), херцог на Саксония